# Sinclairia
Sinclairia Hook. & Arn., 1841 è un genere di piante angiosperme dicotiledoni della famiglia delle Asteraceae. Sinclairia è anche l'unico genere della sottotribù Sinclairiinae H. Rob., 2009

## Etimologia
Il nome scientifico del genere, dato in onore del naturalista Andrew Sinclair (1794-1861), è stato definito dai botanici William Jackson Hooker (1785-1865) e George Arnott Walker Arnott (1799-1868) nella pubblicazione "Botany of Captain Beechey's Voyage ; comprising an account of the plants collected by Messrs." (Bot. Beechey Voy. 433) del 1841. 
Il nome scientifico della sottotribù deriva dal suo genere tipo Sinclairia Hook. & Arn., 1841 ed è stato definito per la prima volta dal botanico americano Harold E. Robinson (1932 - ) nella pubblicazione "Syst. Evol. Biogeogr. Compositae: 437" del 2009.

## Descrizione

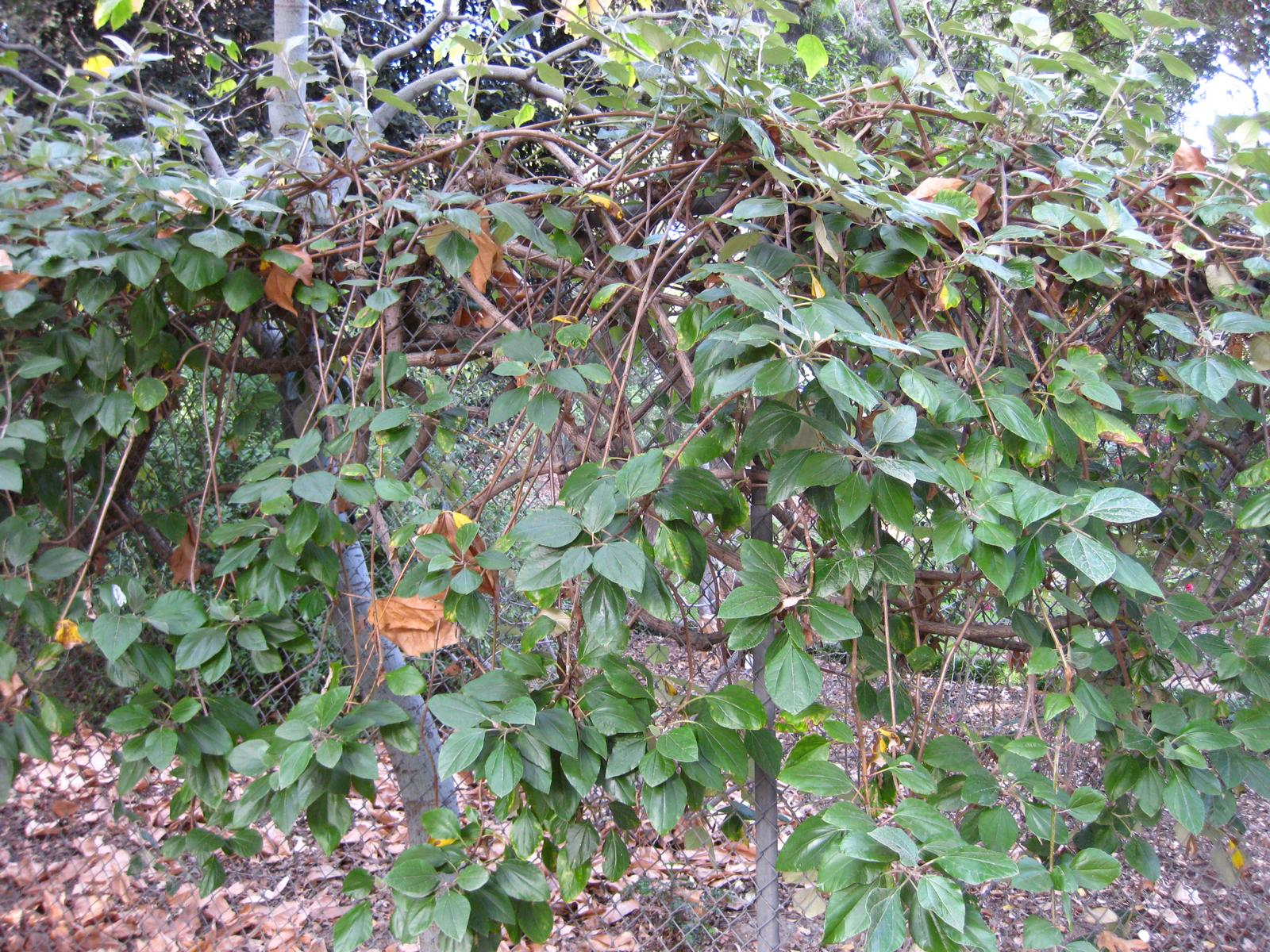
Le foglie
Sinclairia platylepis

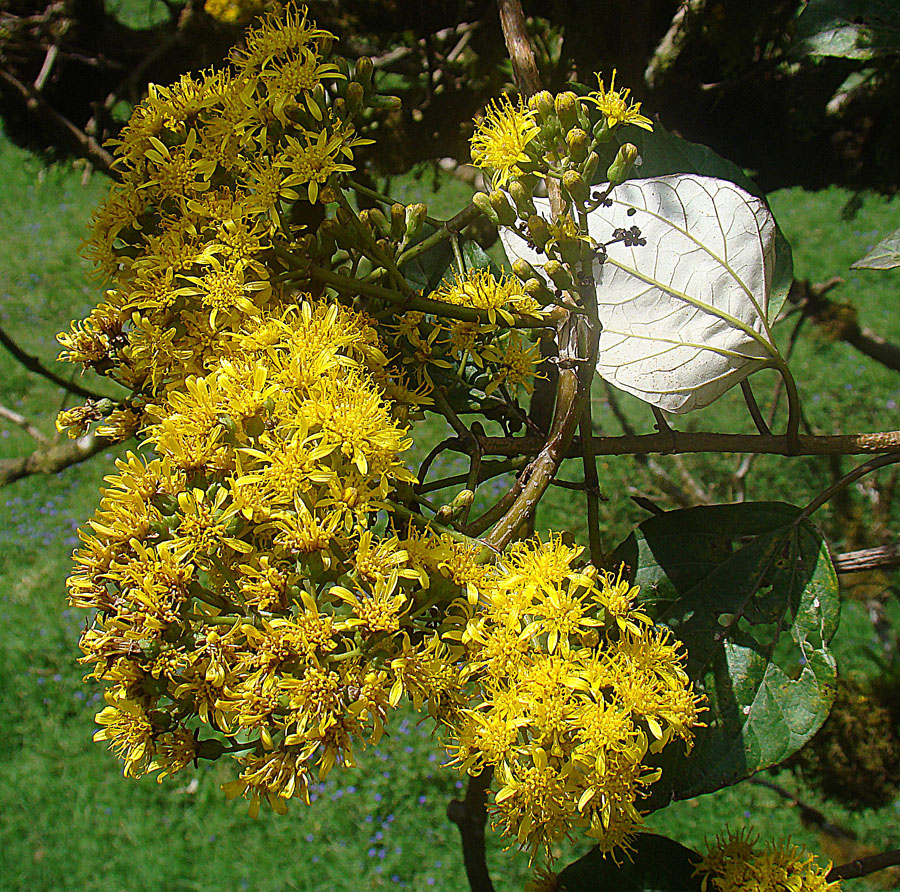
Infiorescenza
Sinclairia polyantha

Le specie di questo gruppo sono piante erbacee perenni (o piccoli arbusti o portamenti simili alla vite) i cui organi interni sono provvisti di lattice bianco. Le radici sono tuberose. I fusti in genere sono corti e tomentosi-aracnoidei.
Le foglie lungo il fusto sono disposte in modo opposto (o anche in modo ternario) con lamine da lanceolate a ovate a triangolari. La superficie è trinervata e spesso è tomentosa. La base delle foglie può essere perfogliata e sessile, senza stipole o guaine. I bordi possono essere sia scarsamente che profondamente seghettati. Alcune specie hanno foglie decidue (stagionali).
Le infiorescenze (lasse o dense) sono sia del tipo corimboso (o anche piramidale) che a singolo capolino. Le infiorescenze sono quelle tipiche delle Asteraceae: un capolino sorretto dal peduncolo e formato da un involucro (a forma da strettamente a ampiamente campanulata) composto da più squame che fanno da protezione al ricettacolo  sul quale s'inseriscono due tipi di fiori: quelli esterni ligulati (fiori del raggio, qualche volta assenti, femminili ) e quelli interni bisessuali tubulosi (fiori del disco). Le squame sono 18 - 45 su 3 - 5 serie. Il ricettacolo è glabro, spinoso o pubescente.
I fiori sono tetra-ciclici (ossia sono presenti 4 verticilli: calice – corolla – androceo – gineceo) e pentameri (ogni verticillo ha in genere 5 elementi). I fiori si dividono in due tipi: del raggio e del disco. I fiori del raggio (ligulati e zigomorfi, sono da 4 a 25 ma possono anche essere assenti) sono di solito femminili e fertili. I fiori del disco (tubulosi e actinomorfi da 5 a 30) sono in genere ermafroditi.
- Formula fiorale:

*/x K {\displaystyle \infty }, [C (5), A (5)], G 2 (infero), achenio
- Calice: i sepali del calice sono ridotti ad una coroncina di squame.

- Corolla: le ligule delle corolle dei fiori del raggio hanno delle forme da lineari a ellittico-oblunghe (a volte sono ben sviluppate) e terminano con tre denti, sono colorate di giallo (occasionalmente da rossastro a viola o bianco); le gole dei fiori del disco sono ampie fin dalla base, mentre i lobi sono allungati e lineari, il colore è giallo o più raramente rosso, viola o bianco.

- Androceo: gli stami sono 5 con filamenti liberi e distinti, mentre le antere sono saldate in un manicotto (o tubo) circondante lo stilo. Le teche delle antere hanno una base minutamente crenulata. Il polline è ricoperto da spine in modo uniforme. Il polline è sferico, e tricolporato, echinato.

- Gineceo: lo stilo è filiforme, mentre gli stigmi dello stilo sono due, brevi e divergenti. L'ovario è infero uniloculare formato da 2 carpelli. Gli stigmi in genere sono corti e filiformi ed hanno la superficie stigmatica (papille) interna. La parte superiore dello stilo può essere pelosa (quella basale è glabra).

I frutti sono degli acheni con pappo. Gli acheni hanno una forma prismatica con 8 – 10 coste; la superficie è glabra o setosa. Nell'achenio sono presenti dei rafidi allungati. Il pappo, a due serie, è formato da 30 – 50 setole capillari e da 15 - 20 squamelle.

## Biologia
- Impollinazione: l'impollinazione avviene tramite insetti (impollinazione entomogama tramite farfalle diurne e notturne).
- Riproduzione: la fecondazione avviene fondamentalmente tramite l'impollinazione dei fiori (vedi sopra).
- Dispersione: i semi (gli acheni) cadendo a terra sono successivamente dispersi soprattutto da insetti tipo formiche (disseminazione mirmecoria). In questo tipo di piante avviene anche un altro tipo di dispersione: zoocoria. Infatti le brattee dell'involucro possono agganciarsi ai peli degli animali di passaggio disperdendo così anche su lunghe distanze i semi della pianta.

## Distribuzione e habitat
Le specie di questa sottotribù sono distribuite soprattutto in Messico e America Centrale (a parte la specie Sinclairia polyantha (Klatt) Rydb. che oltre alle zone citate è stata rinvenuta anche in Colombia). L'habitat preferito in maggioranza sono le foreste umide; alcune specie viceversa preferiscono ambienti più aridi associati alle macchie tropicali e foreste decidue.

## Tassonomia
La famiglia di appartenenza di questa voce (Asteraceae o Compositae, nomen conservandum) probabilmente originaria del Sud America, è la più numerosa del mondo vegetale, comprende oltre 23.000 specie distribuite su 1.535 generi, oppure 22.750 specie e 1.530 generi secondo altre fonti (una delle checklist più aggiornata elenca fino a 1.679 generi). La famiglia attualmente (2021) è divisa in 16 sottofamiglie.

### Filogenesi
Le piante di questa voce appartengono alla tribù Liabeae della sottofamiglia Vernonioideae. Questa assegnazione è stata fatta solo ultimamente in base ad analisi di tipo filogenetico sul DNA delle piante. Precedenti classificazioni descrivono queste piante nella sottofamiglia Cichorioideae oppure (ancora prima) i vari membri di questo gruppo, a dimostrazione della difficoltà di classificazione delle Liabeae, erano distribuiti in diverse tribù: Vernonieae, Heliantheae, Helenieae, Senecioneae e Mutisieae.
Le seguenti caratteristiche sono condivise dalla maggior parte delle specie della tribù:
- nei fusti è frequente la presenza di lattice;
- le foglie hanno una disposizione opposta e spesso sono fortemente trinervate con superfici inferiori tomentose;
- il colore dei fiori del raggio e del disco sono in prevalenza gialli o tonalità vicine;
- le corolle del disco sono profondamente lobate;
- le basi delle antere sono calcarate;
- le superfici stigmatiche sono continue all'interno dei rami dello stilo;
- il polline è spinoso e sferico.

Il genere di questa voce è descritto nella sottotribù Sinclairiinae H. Rob., 2009, una delle quattro sottotribù di Labieae. Le specie di questo genere sono individuate dai seguenti caratteri:
- il portamento è arbustivo o tipo vite;
- non sempre sono presenti i fiori del raggio (quelli del disco arrivano fino a 30);
- i bordi delle foglie sono seghettati;
- i piccioli sono semplici (non sono alati e hanno le pseudostipole);
- il pappo è formato da due serie (setole e squamelle).

La sottotribù si trova nel "core" della tribù insieme alle sottotribù Munnoziinae e Paranepheliinae. La struttura della sottotribù è ancora da definire con sicurezza. Oltre al genere di questa voce sono stati descritti altri tre generi come appartenenti alla sottotribù Sinclairiinae:
- Liabellum Rydb.[17];
- Megaliabum Rydb.[18];
- Sinclairiopsis Rydb.[19];

ora tutti considerato sinonimi di Sinclairia. Anche il genere di questa voce in precedenti ricerche era descritto nella sottotribù delle Liabinae. Un altro genere è collegato a questo gruppo: Cacosmia Kunth (3 specie). Con il genere Sinclairia forma un "gruppo fratello".
Il numero cromosomico delle specie di questo gruppo è: 2n = 30 - 36.

### Elenco delle specie
Per questo genere sono assegnate le seguenti 29 specie:
- Sinclairia adenotricha Rydb.
- Sinclairia andrieuxii  (DC.) H.Rob. & Brettell
- Sinclairia andromachioides  Sch.Bip. ex Hemsl.
- Sinclairia angustissima  (A.Gray) B.L.Turner
- Sinclairia broomeae  H.Rob.
- Sinclairia caducifolia  Rydb.
- Sinclairia cervina  (B.L.Rob.) B.L.Turner
- Sinclairia deamii  Rydb.
- Sinclairia deppeana  Rydb.
- Sinclairia dimidia  (S.F.Blake) H.Rob. & Brettell
- Sinclairia discolor  Hook. & Arn.
- Sinclairia gentryi  (H.Rob.) B.L.Turner
- Sinclairia glabra  Rydb.
- Sinclairia hintoniorum  B.L.Turner
- Sinclairia hypochlora  (S.F.Blake) Rydb.
- Sinclairia ismaelis  Panero & Villaseñor
- Sinclairia klattii  (B.L.Rob. & Greenm.) H.Rob. & Brettell
- Sinclairia liebmannii  Sch.Bip. ex Klatt
- Sinclairia manriqueae  Panero & Villaseñor
- Sinclairia moorei  (H.Rob. & Brettell) H.Rob. & Brettell
- Sinclairia palmeri  (A.Gray) B.L.Turner
- Sinclairia platylepis  Rydb.
- Sinclairia polyantha  (Klatt) Rydb.
- Sinclairia pringlei  (B.L.Rob. & Greenm.) H.Rob. & Brettell
- Sinclairia sericolepis  (Hemsl.) Rydb.
- Sinclairia similis  (McVaugh) H.Rob. & Brettell
- Sinclairia tajumulcensis  (Standl. & Steyerm.) H.Rob. & Brettell
- Sinclairia tonduzii  (B.L.Rob.) Rydb.

### Sinonimi
Sono elencati alcuni sinonimi per questa entità:
- Liabellum Rydb.
- Megaliabum  Rydb.
- Sinclairiopsis  Rydb.